# 伊吹令人
伊吹 令人（いぶき よしと、1935年（昭和10年）1月19日 - 2015年（平成27年）12月19日）は、日本の医学者であり、教育者である。群馬大学医学部教授を務めた後、日本産婦人科学会名誉会員。岡山県高梁市出身。

## 経歴

### 生い立ち
1935年（昭和10年）岡山県上房郡高梁町（現：高梁市）に生れる。母・三千子は、漢詩人・磯部杳坡の孫であり、磯部にとって初曽孫であった。親戚にUCLAに留学後、お茶の水女子大学名誉教授の伊吹知勢がいる。
その後、1950年（昭和25年）地元の岡山県立高梁高等学校へ進学する。同期には、富士銀行頭取になる橋本徹、伊藤忠商事副社長になる森澤寛二、岡山東商を甲子園優勝に導いた向井正剛、大学教授の南智、新宿で高級和食料理店「車屋」を起業する佐藤勇がいた。1953年（昭和28年）岡山県立高梁高等学校を卒業し、群馬大学医学部へ進学する。

### 医学者として
1960年（昭和35年）、群馬大学医学部を卒業し、東京の世田谷にある自衛隊中央病院へ勤務する。1964年（昭和39年）4月15日、29歳のとき、衛生兵として伊吹は1等陸尉（大尉扱い）となる。1965年（昭和40年）には、群馬中央総合病院へ勤務となり、その後、群馬大学医学部病院の産科婦人科学教室所属となる。
この後、同教室の助教授となり、1991年（平成3年）伊吹が56歳のとき、産科婦人科学教室の第5代教授に就任する。伊吹は群馬大学産科婦人科学教室の看板であった生殖内分泌研究の発展に寄与し、人工授精や不妊治療で活躍した。特に、1994年（平成6年）には、精子無力症などで凍結保存では体外受精できなかった精子を、低温保存する方法で受精に成功させた。
不妊治療では、卵子に針で穴を開けて精子を送り込む顕微受精が盛んに行われており、受精卵に異常が生じる恐れや倫理的な問題が指摘されているだけに、専門家からは「低温保存が精子を活性化させると推測される。容易な方法なので不妊に悩む人には朗報だ」と論評されている。１回の射精で通常2億から3億ある精子が1000万ほどしかなく、動きも極端に悪い、乏精子症と精子無力症の合併症の30代後半の男性の精液を4℃に冷やし、4日間と7日間保存した後、受精を試み成功している。
乏精子症のような場合は、精子を凍結保存し、数回分をまとめて用いる方法もとられたが、しかし、凍結で精子は傷を受けたり活力が弱まる。この低温保存であれば、最高で3回分合わせて使うことができるうえ、活力も高まることが判明している。同大の関守利助教授は、「技術的には顕微受精ほど難しくない。低温保存が、なぜ精子の運動能力を向上させるのかも研究していく」とし、日本不妊学会で発表された。日本不妊学会理事長の飯塚理八・慶応大名誉教授は、「凍結保存での方法はやっているが、4℃で液体のまま保存するのはとても面白い。学会では細菌の問題がどうなっているのかなどを聞いてみたい」と評していた。
この後も、人工授精や避妊についての研究を行い成果をあげている。2000年（平成12年）65歳で群馬大学医学部教授職を退官する。この他、日本産婦人科学会名誉会員や日本母性衛生学会長にも選出されている。
2015年（平成27年）12月19日、80歳で死去した。